# Вернер, Ларс
Ларс Хельге Вернер (швед. Lars Helge Werner; 25 июля 1935 — 11 января 2013) — шведский политик-коммунист.

## Биография
Вернер родился в Стокгольме в рабочей семье. Будучи техником-строителем по образованию (в 1972 году окончил вечерние курсы при Высшей технической школе Стокгольма), в 1950—1962 годах работал каменщиком. Активно участвовал в профсоюзе каменщиков Стокгольма, который возглавлял в 1972—1973 годах.
Вступил в Компартию Швеции (с 1967 — Левая партия — коммунисты) в 1953 году; кандидат в члены её Правления с 1964 года, вошёл в него в 1967 году, став также членом Исполкома Правления и заместителем председателя ЛПК. В 1971—1972 годах возглавлял организацию ЛПК Большого Стокгольма. Был избран председателем партии в марте 1975 года. Под его руководством в 1990 году ЛПК изменила своё название на «Левую партию», убрав определение «коммунисты». Ушёл в отставку в 1993 году, его преемницей стала Гудрун Шиман.
С 1965 по 1994 год был депутатом шведского парламента (Риксдага).